# Stopnja (matematika)
Stopnja ima v matematiki različne pomene.

## Stopnja monoma
Stopnja monoma je vsota eksponentov vseh spremenljivk, ki nastopajo v monomu. Zgled: stopnja monoma {\displaystyle x^{2}yz^{3}} je 2 + 1 + 3.  

## Stopnja polinoma
Stopnja polinoma je enaka najvišji potenci med vsemi neničelnimi koeficienti v polinomu

## Stopnja razširitve obsega
Za dano razširitev obsega se lahko obseg obravnava kot vektorski prostor nad obsegom. Razsežnost vektorskega prostora se imenuje stopnja razširitve.

## Stopnja grafa
V teoriji grafov je stopnja število povezav, ki prihajajo v točko. Ločita se stopnja vstopa in stopnja izstopa.

## Stopnja v topologiji
V topologiji stopnja pomeni različne posplošitve števila vrtenja v kompleksni analizi.

## Prostostna stopnja
Prostostna stopnja se uporablja v matematiki, statistiki, fiziki in  tehniki.